# کاووس دوستدار
کاووس دوستدار (زادهٔ ۱۳۱۶ در قزوین – درگذشتهٔ ۱۳۴۴ در تهران) دوبلور شاخص و برادر کوچکتر ایرج دوستدار دوبلور سرشناس ایرانی بود.
وی در ۱۶ سالگی در نخستین فیلمش ملانصرالدین ایفای نقش کرد و از سال ۱۳۳۴ به کمک برادرش ایرج وارد عرصه دوبله شد. او در فیلم هملت به جای اینوکنتی اسمکتونفسکی در نقش هملت و همین‌طور در فیلم روانی آلفرد هیچکاک به جای آنتونی پرکینز گویندگی کرد که هنوز بعد از حدود نیم قرن شاهکاری بی‌همتا در دوبله است.
گفتنی است ایرج رضایی توسط کاووس به ایرج دوستدار معرفی شد.

## نمونه آثار صداپیشه
| بازیگر                | فیلم                                                       |
| --------------------- | ---------------------------------------------------------- |
| اینوکنتی اسموکتونفسکی | هملت                                                       |
| آلن دلون              | روکو و برادران و کسوف                                      |
| آنتونی پرکینز         | روانی                                                      |
| مونتگومری کلیفت       | رود سرخ                                                    |
| ژان پل بلموندو        | مردی از ریو                                                |
| عمر شریف              | سقوط امپراطوری روم، اسب کهر را بنگر                        |
| استیو مک کوئین        | فرار بزرگ                                                  |
| تونی کورتیس           | اسپارتاکوس، تاراس بولبا، وایکینگ‌ها، بعضی‌ها داغشو دوست دارن |
| آنتونی پرکینز         | روانی، فدرا، پنج مایل به نیمه شب، هوس زیر درخت نارون       |
| ریچارد بیمر           | داستان وست ساید                                            |
| مونتگمری کلیفت        | قضاوت در نورنبرگ                                           |
| جان ویلیامز           | بشقاب پرنده                                                |
| دین مارتین            | سه گروهبان، شاگرد سلمونی                                   |
| لوید بریجز            | نیم روز                                                    |
| ویلوبی گری            | مومیایی                                                    |
| اورت اسلون            | مردان                                                      |
| جی سیلور هیلز         | یکه‌سوار و افسانه شهر طلایی                                 |
| راس تمبلین            | سواری از چالمرز، کشتی‌های بلند                              |
| پاتریک وین            | آلامو                                                      |
| جان ایگار             | شن‌های ایوجیما                                              |
| هورست بولهوختز        | هفت دلاور                                                  |
| سال مینو              | تانکا                                                      |
| فارلی گرینجر          | طناب                                                       |
| هری اندروز            | سلیمان و ملکه سبا                                          |
| ژول داسن              | یکشنبه‌ها هرگز                                              |
| جورج سیگال            | دعوت به تیراندازی                                          |
| میشل سوبور            | این طوق لعنتی                                              |
| هیو گریفیث            | جاسوس دو جانبه                                             |
| کنستانتین شین         | سرگیجه                                                     |
| ویلیام کمپل           | مرد بی ستاره                                               |
| کنت مور               | سی و نه پله                                                |
| فرانک سیناترا         | سوراخی در سر                                               |
| گریگوری والکوت        | نقشه ۴۰۲                                                   |
| برایان دانلوی         | خانه شاگرد                                                 |
| فرانکو اینترلنگی      | اولیس                                                      |
| دیوید لوئیس           | آپارتمان                                                   |